# Richard Brothers
Richard Brothers, född 25 december 1757, död 25 januari 1824, var ursprungligen en engelsk sjöman som senare blev en viktig inspirationskälla för brittisk-israelismen respektive den identitetskristna ideologin.

## Fotnoter
1. 1 2  SNAC, SNAC Ark-ID: w6wx0r9b, läs online, läst: 9 oktober 2017.[källa från Wikidata]